# Стівенс Тауншип (округ Бредфорд, Пенсільванія)
Стівенс Тауншип (англ. Stevens Township) — селище (англ. township) в США, в окрузі Бредфорд штату Пенсільванія. Населення — 423 особи (2020).

## Демографія
Згідно з переписом 2010 року, у селищі мешкало 437 осіб у 184 домогосподарствах у складі 121 родини. Було 248 помешкань
Расовий склад населення:
| - 97,7 % — білих - 0,9 % — чорних або афроамериканців - 0,7 % — азіатів - 0,2 % — корінних американців |

До двох чи більше рас належало 0,5 %. Частка іспаномовних становила 1,1 % від усіх жителів.
За віковим діапазоном населення розподілялося таким чином: 22,7 % — особи молодші 18 років, 58,8 % — особи у віці 18—64 років, 18,5 % — особи у віці 65 років та старші. Медіана віку мешканця становила 47,4 року. На 100 осіб жіночої статі у селищі припадало 103,3 чоловіків;  на 100 жінок у віці від 18 років та старших — 101,2 чоловіків також старших 18 років.
Середній дохід на одне домашнє господарство  становив 97 136 доларів США (медіана — 49 750), а середній дохід на одну сім'ю — 113 964 долари (медіана — 61 000). За межею бідності перебувало 13,2 % осіб, у тому числі 34,5 % дітей у віці до 18 років та 7,1 % осіб у віці 65 років та старших.
Цивільне працевлаштоване населення становило 131 особа. Основні галузі зайнятості: виробництво — 29,8 %, сільське господарство, лісництво, риболовля — 13,7 %, мистецтво, розваги та відпочинок — 11,5 %, будівництво — 10,7 %.